# Elaeocarpus alaternoides
Elaeocarpus alaternoides är en tvåhjärtbladig växtart som beskrevs av Brongn. & Gris. Elaeocarpus alaternoides ingår i släktet Elaeocarpus och familjen Elaeocarpaceae. Inga underarter finns listade i Catalogue of Life.